# Krępianka
Krępianka – rzeka, lewy dopływ Wisły o długości 35,97 km.

## Charakterystyka
Rzeka płynie w województwie mazowieckim w powiecie lipskim. Jej źródła znajdują się we wsi Rzechów, gdzie szereg drobnych cieków wodnych łączy się w jeden stały strumień, który znika pod powierzchnią ziemi (w utworach kredowych) i płynie pod ziemią ok. 9 km. W okolicach wsi Jawor Solecki rzeka wypływa poprzez liczne źródła krasowe. Przepływa przez Lipsko i uchodzi do Wisły w Solcu nad Wisłą. 
Dno doliny ma szerokość od 50 m w okolicach Jawora Soleckiego do 500 m przy ujściu. Poza górnym odcinkiem do rzeki nie uchodzą żadne stałe dopływy. W dnie doliny jest wiele zespołów źródeł.

## Galeria

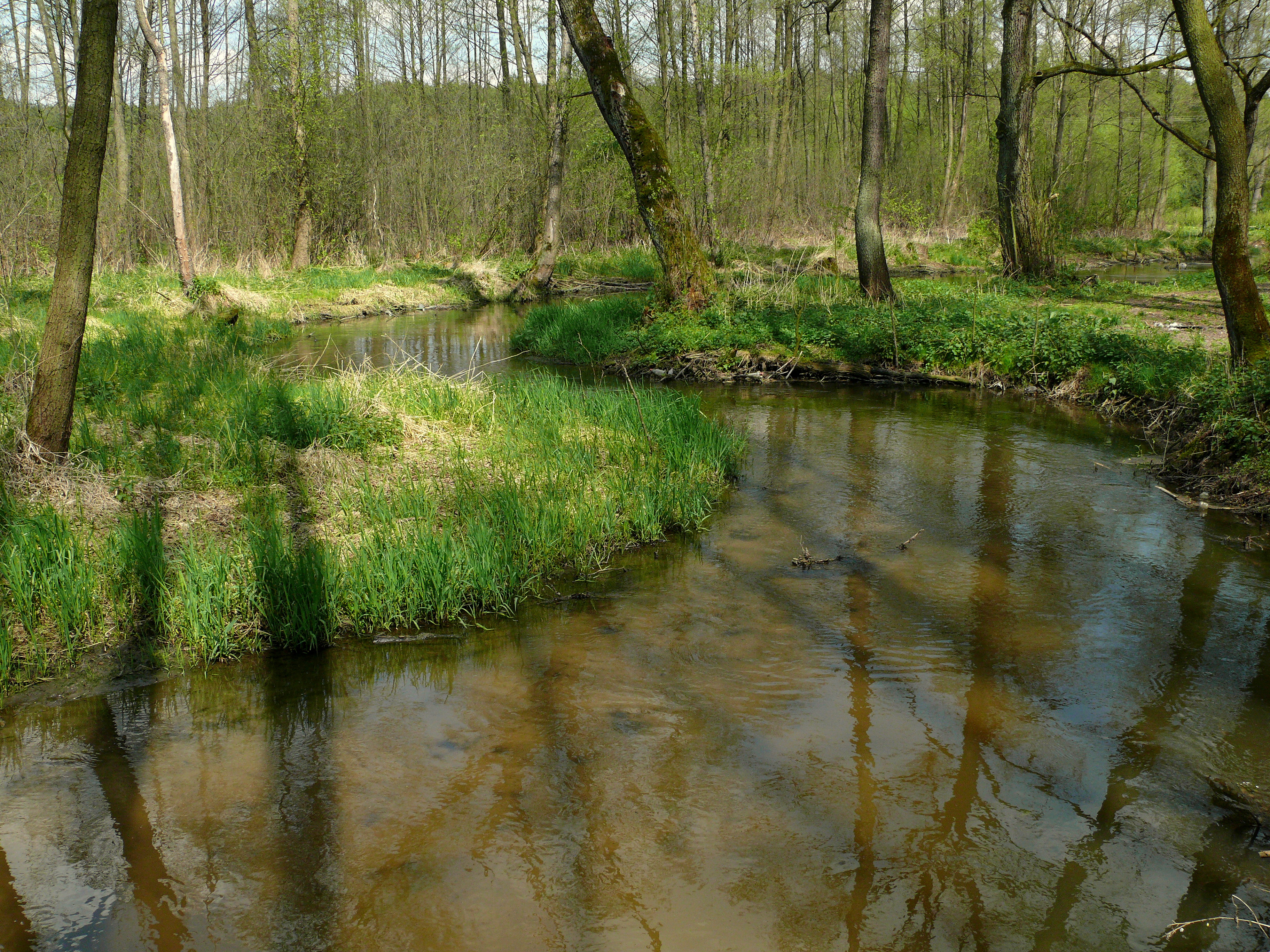
Meandry rzeki w Dziurkowie
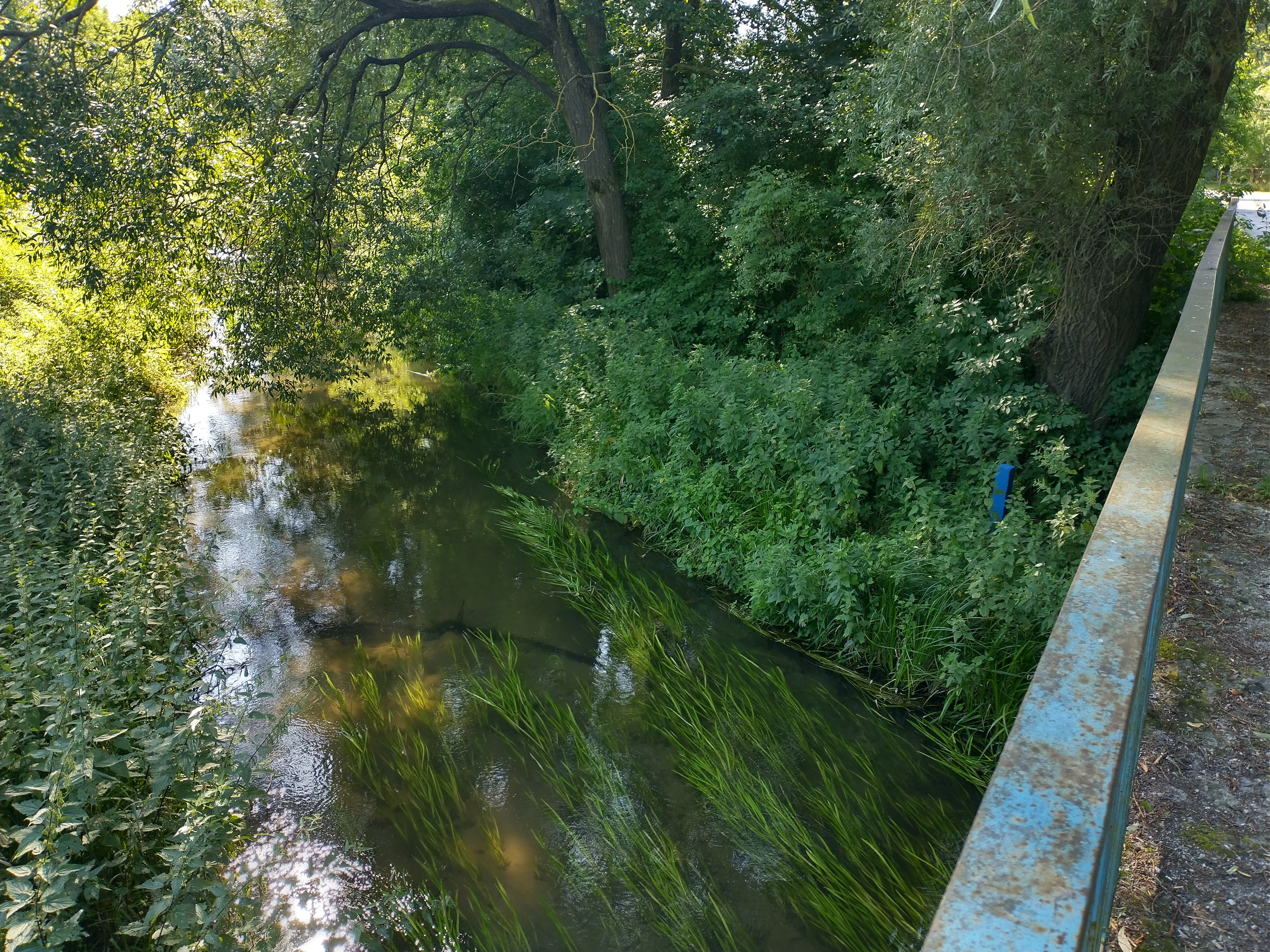
Most w Przedmieściu Bliższym
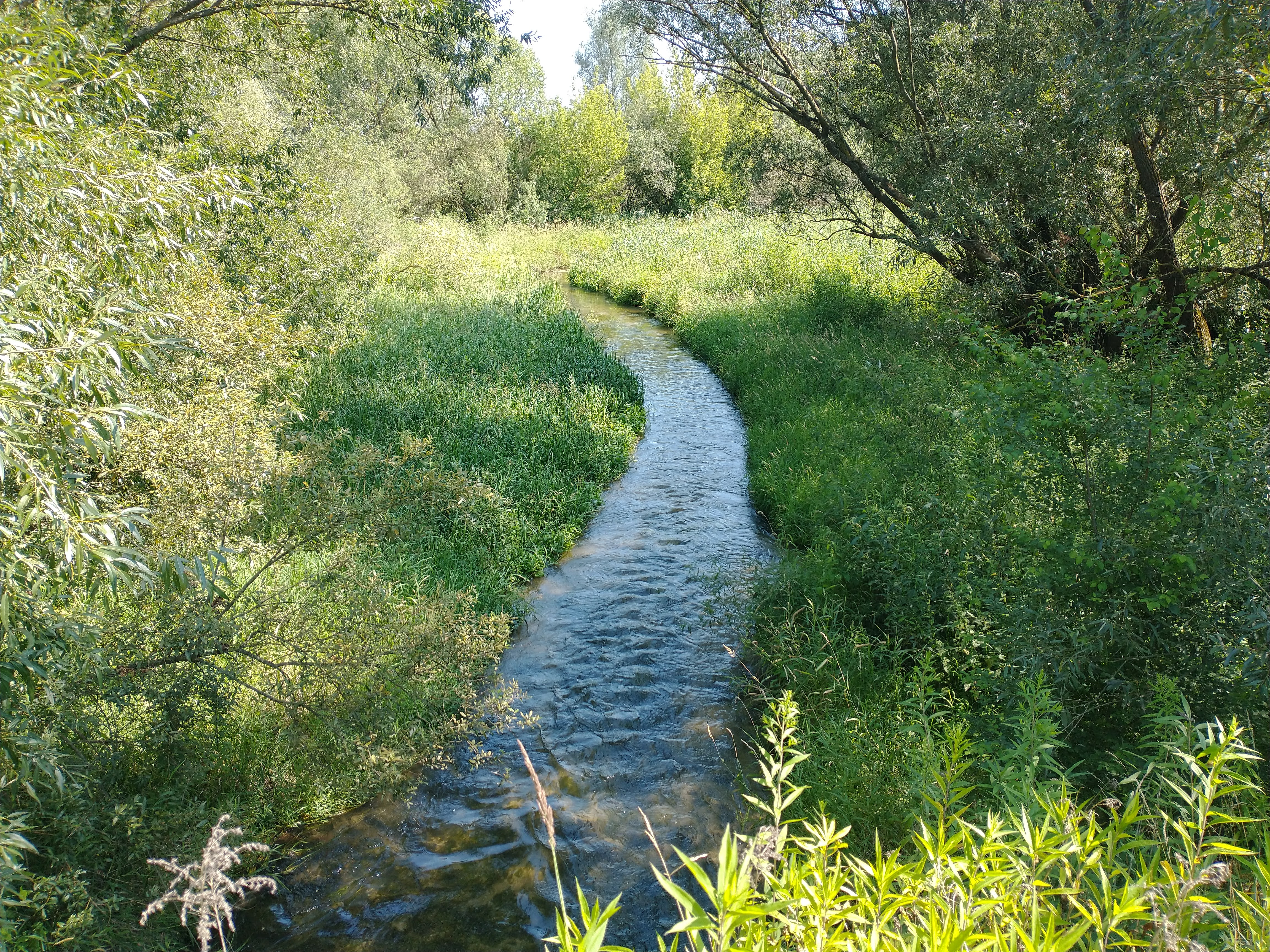
Krępianka w pobliżu ujścia do Wisły